# Brouville
Brouville ist eine französische Gemeinde mit 121 Einwohnern (Stand 1. Januar 2022) im Département Meurthe-et-Moselle in der Region Grand Est (vor 2016 Lothringen). Sie gehört zum Arrondissement Lunéville und zum Kanton Baccarat.

## Geografie
Die Gemeinde liegt etwa 47 Kilometer südöstlich von Nancy im Südosten des Départements Meurthe-et-Moselle. Die Gemeinde besteht aus dem Dorf sowie Einzelgehöften. Das Waldgebiet Bois de la Grande Voivre bedeckt den Süden der Gemeinde. Nachbargemeinden sind Vaxainville im Norden, Reherrey im Nordosten und Osten, Merviller im Osten, Südosten und Süden, Gélacourt im Südwesten und Westen, Azerailles im Westen sowie Hablainville im Nordwesten.

## Geschichte
Der Ort wurde 1152 (Berovilla cum ecclesia) als Berovilla in einem Dokument erwähnt. Im Jahr 1281 wurde ein Ort Brovile in einem Dokument erwähnt. Brouville gehörte historisch zur Vogtei (Bailliage) Vic und somit zur Provinz Trois-Évêchés (Drei Bistümer), die faktisch 1552 an Frankreich fiel. Bis zur Französischen Revolution lag die Gemeinde dann im Grand-gouvernement de Lorraine-et-Barrois. Von 1793 bis 1801 war die Gemeinde dem Distrikt Lunéville und dem Kanton Ogeviller zugeteilt. Seit 1801 ist sie Teil des Kantons Baccarat. Seit 1801 ist Brouville zudem dem Arrondissement Lunéville zugeordnet. Die Gemeinde lag bis 1871 im alten Département Meurthe.

## Bevölkerungsentwicklung
| Jahr                       | 1962 | 1968 | 1975 | 1982 | 1990 | 1999 | 2007 | 2019 |
| Einwohner                  | 140  | 144  | 138  | 120  | 109  | 123  | 127  | 129  |
| Quellen: Cassini und INSEE |      |      |      |      |      |      |      |      |

## Verkehr
Brouville liegt nahe der Bahnstrecke von Lunéville nach Saint-Dié-des-Vosges. In der Nachbargemeinde Azerailles und in Baccarat sind die nächstgelegenen Haltestellen. Unweit der Gemeinde führt die N59 mit einem Vollanschluss in Gélacourt vorbei. Für den regionalen Verkehr ist die D19 wichtig, die durch das Dorf führt.

## Sehenswürdigkeiten
- Dorfkirche Saint-Rémy; romanischer Glockenturm, die Chorapsis ist aus dem 15., das Kirchenschiff aus dem 18. Jahrhundert
- Häuser aus dem 18. Jahrhundert mit sehenswerten Türportalen
- Denkmal für die Gefallenen[2]
- mehrere Brunnen

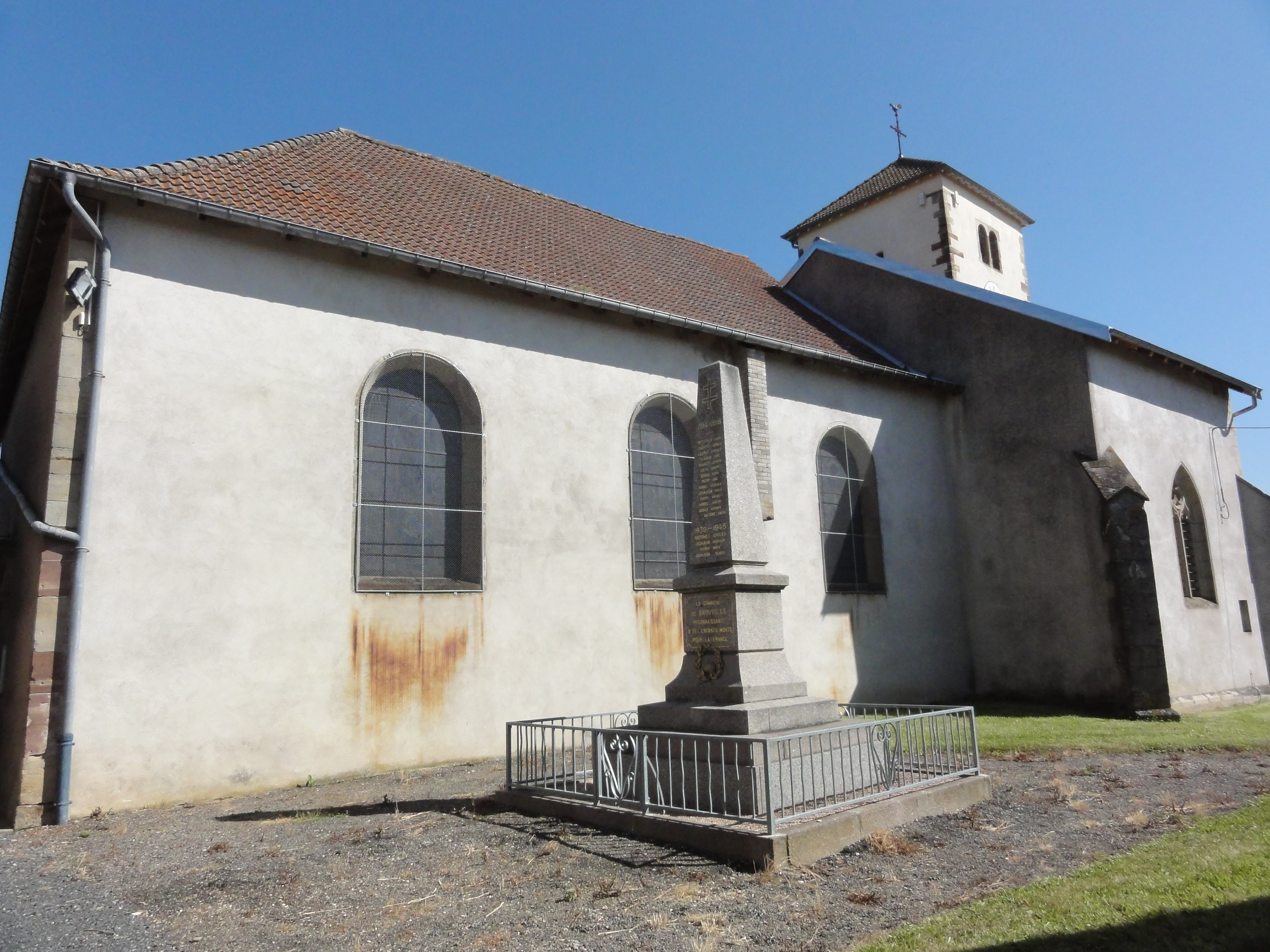
Dorfkirche Saint-Rémy
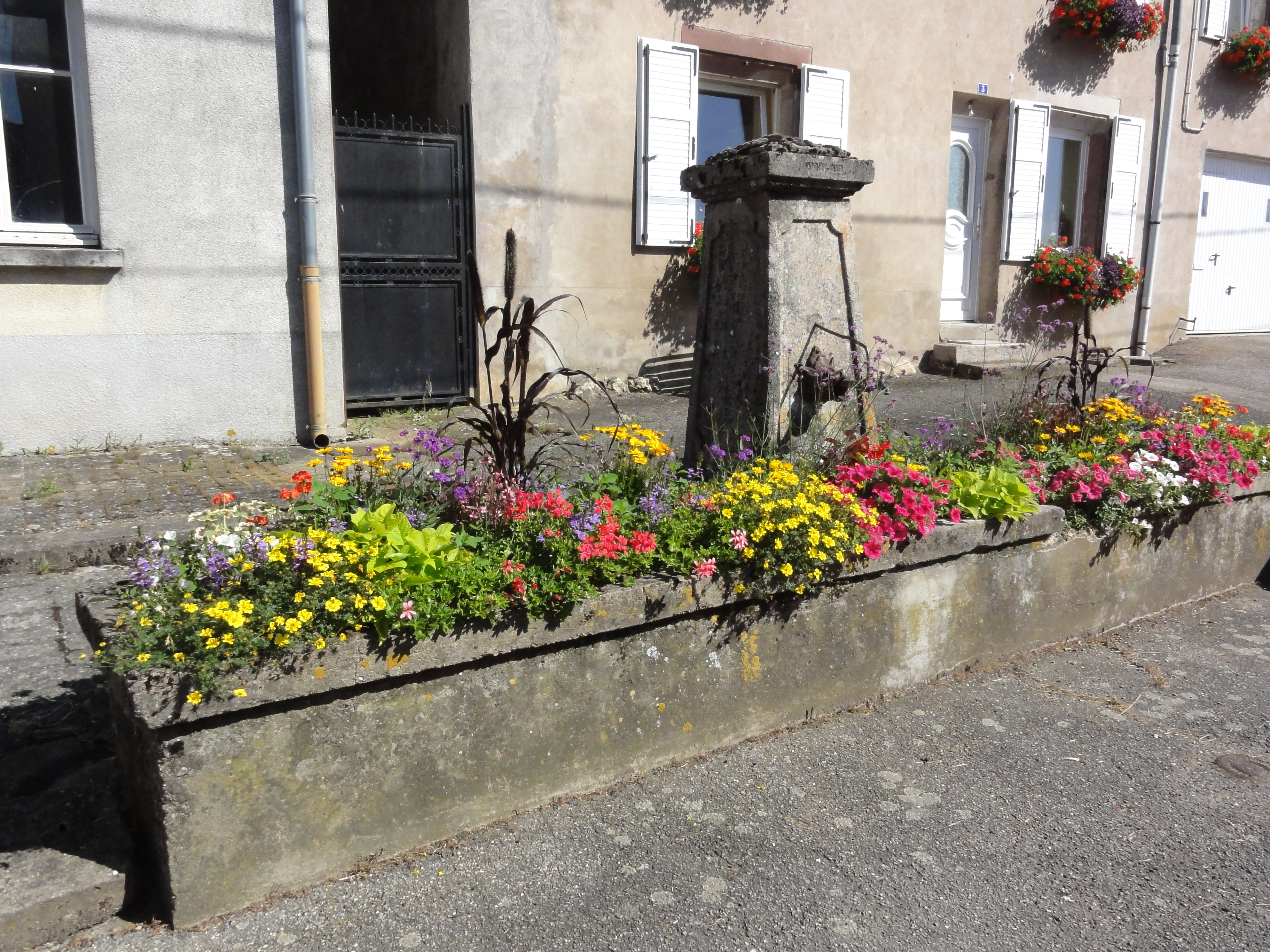
Einer der Dorfbrunnen
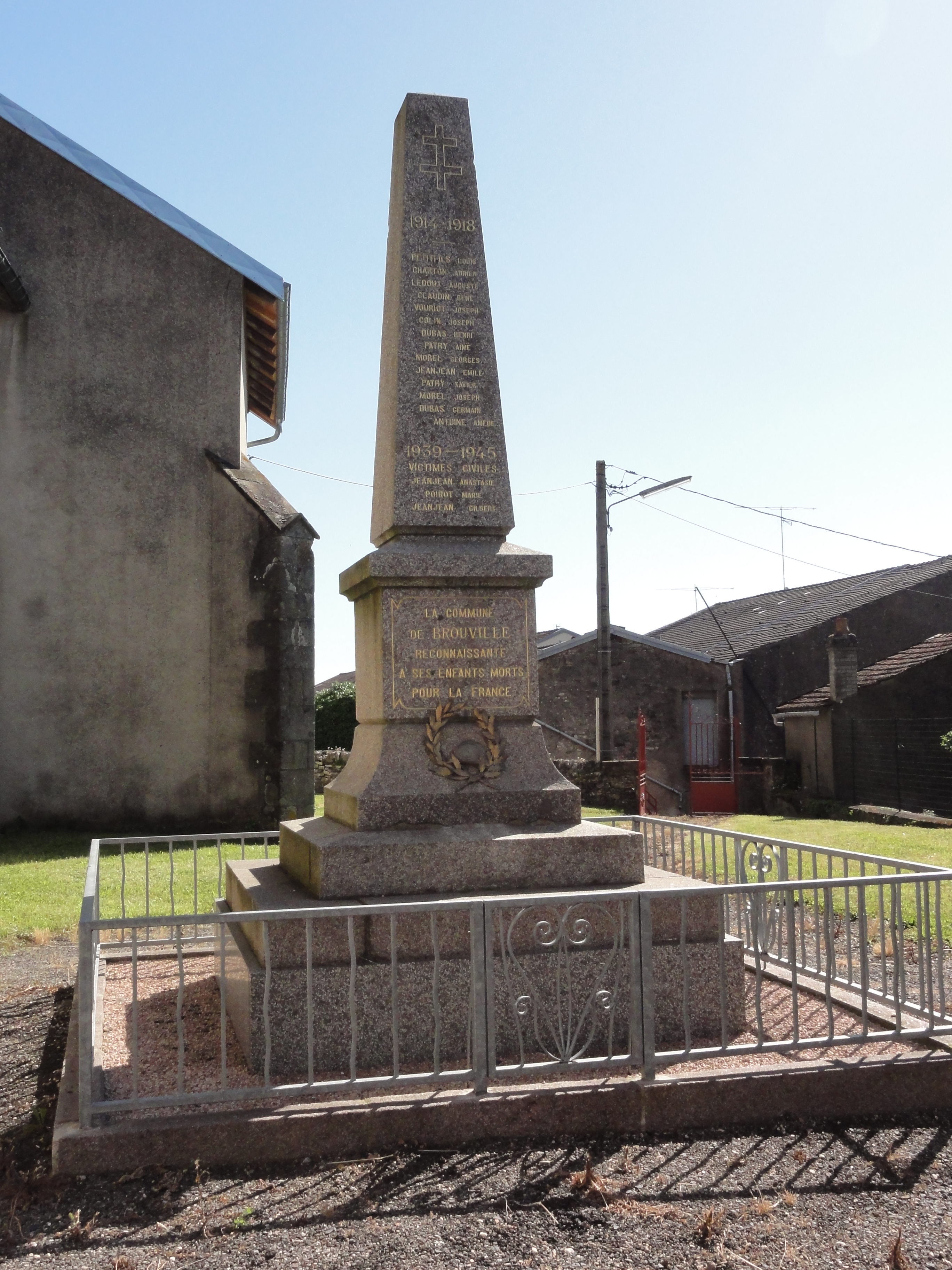
Denkmal für die Gefallenen
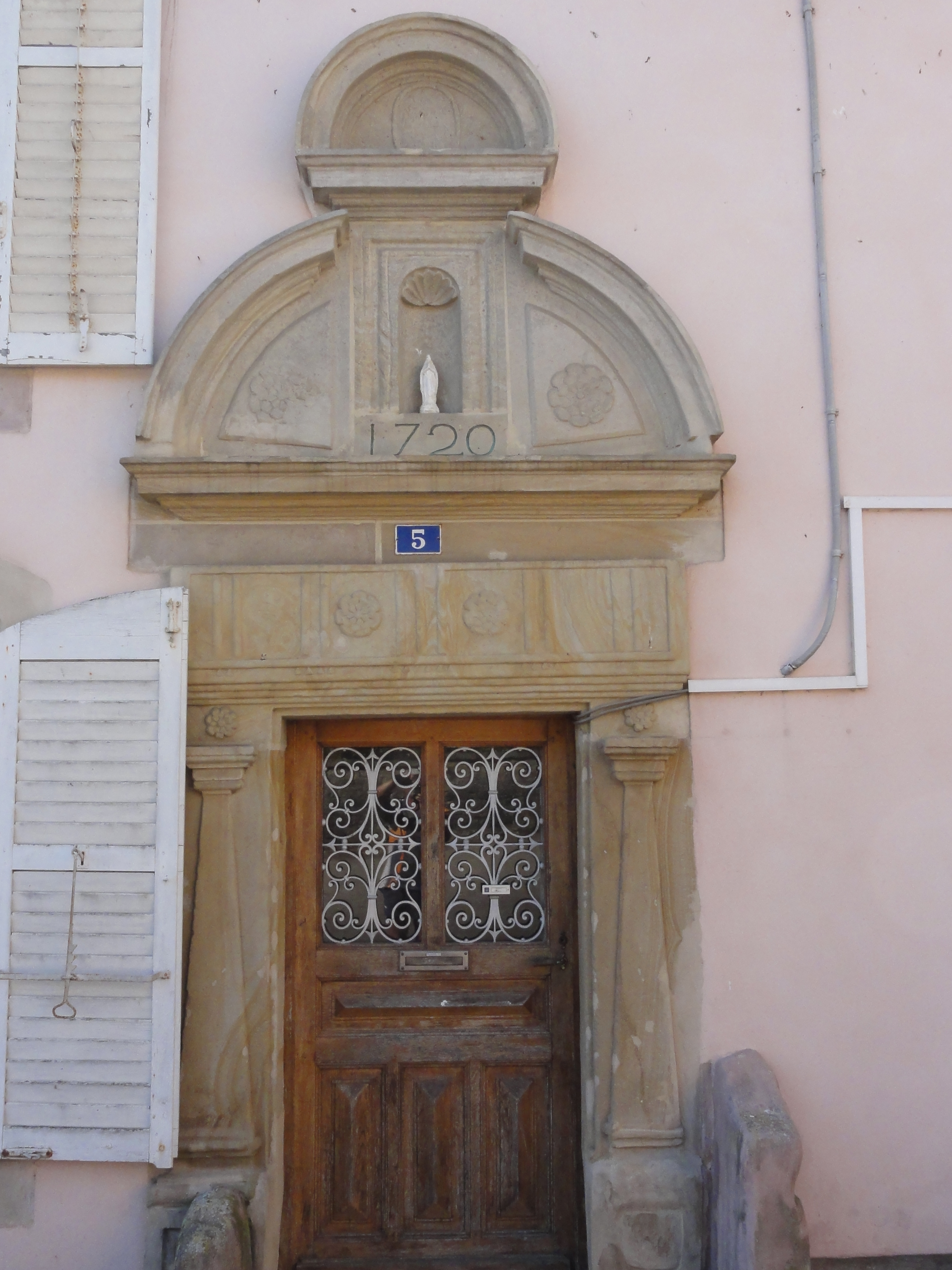
Hausportal
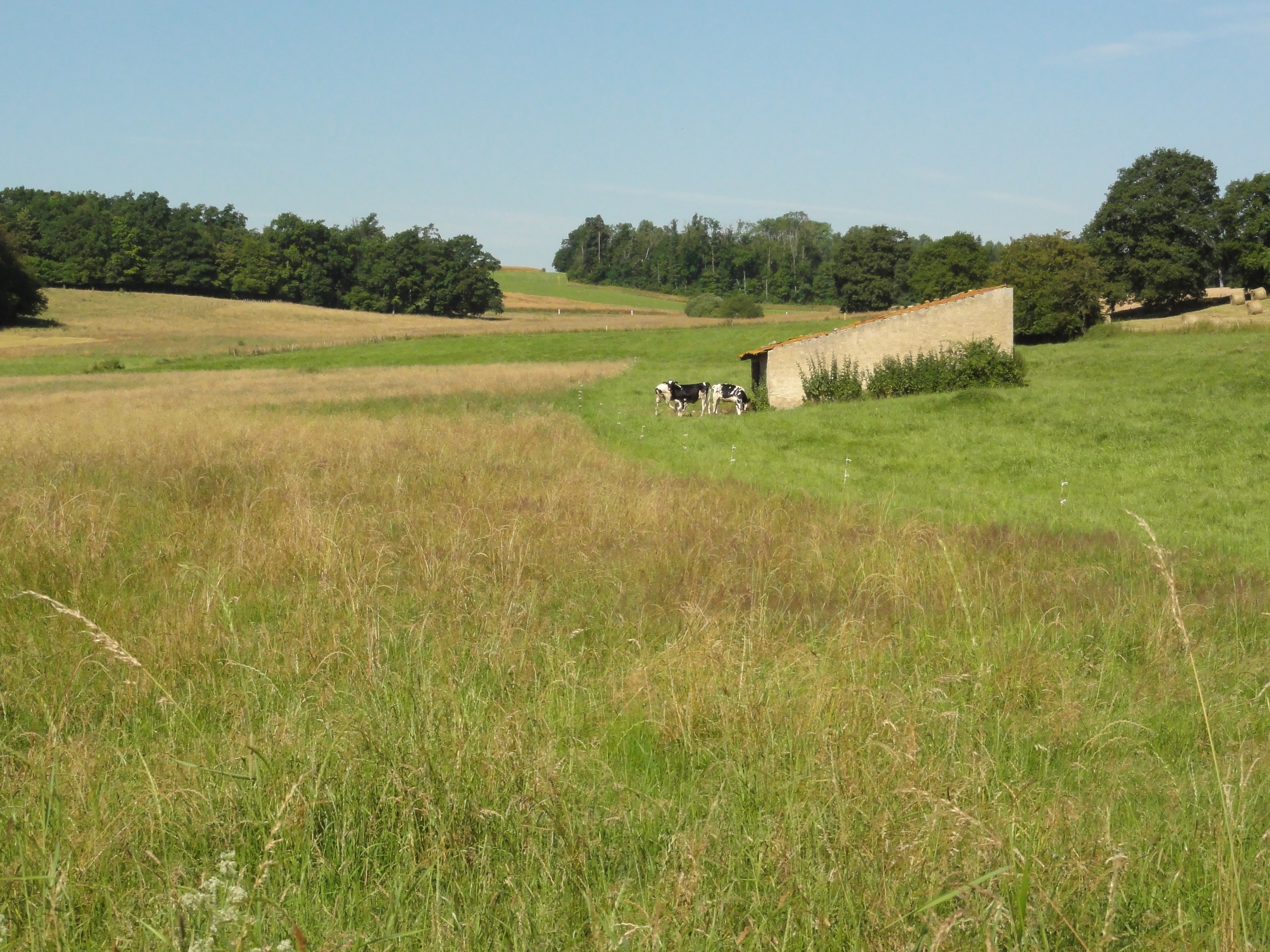
Landschaft nahe Brouville